# Шпага (фехтовка)
 Тази статия е за спортното оръжие.  За класическото оръжие вижте Шпага.  
Шпагата е едно от трите оръжия за фехтовка, наред с рапирата и сабята. По устройство, оръжието е по-близко до рапирата, отколкото до сабята, но по-тежко, не толкова еластично и напречното сечение на острието му е във формата на буквата V. Шпагата е с тегло 750 грама и дължина 110 см. Фехтовката с шпага се отличава в значителна степен от фехтовката с рапира и сабя със своята близост до условията на действителния дуелен бой. Разликата е в това, че при фехтовалния бой с шпага се разрешава да се мушка противника в която и да е част от тялото му – поражаемото пространство е цялото му тяло, а при едновременните мушкания се зачитат тушове и за двамата противници. Поражаемото пространство и близостта на въоръжената ръка до противниковия връх налага много внимателно да се прецизира дистанцията за водене на бой. Действията при фехтовката с шпага, поради нейната тежест, са много пестеливи и прецизни. Боевете на шпага изискват висока концентрация при избора на момент за действие, продължителна подготовка и икономичност на движенията. Боят на шпага можем да определим като дебнещ, изчаквателен, като често за нанасянето на един туш е необходимо много време. Тактиката при шпажния бой е търсене и подготовка на момент, при който по най-краткия път се поразява противника в най-близката част от поражаемото му пространство.
В случай на едновременен туш за двамата противници, не се прилага правилото на атакуващия, а точката се присъжда на фехтовача, който първи в рамките на 40 – 50 милисекунди е нанесъл удара. Ако разликата е по-малка, точка се присъжда и на двамата противници.